# Мастрофини, Марко
Марко Мастрофини (итал. Marco Mastrofini, 25 апреля 1763, Монте-Компатри, Лацио — 3 марта 1845, Рим) — итальянский философ, священник , математик, писатель и теолог.

## Биография

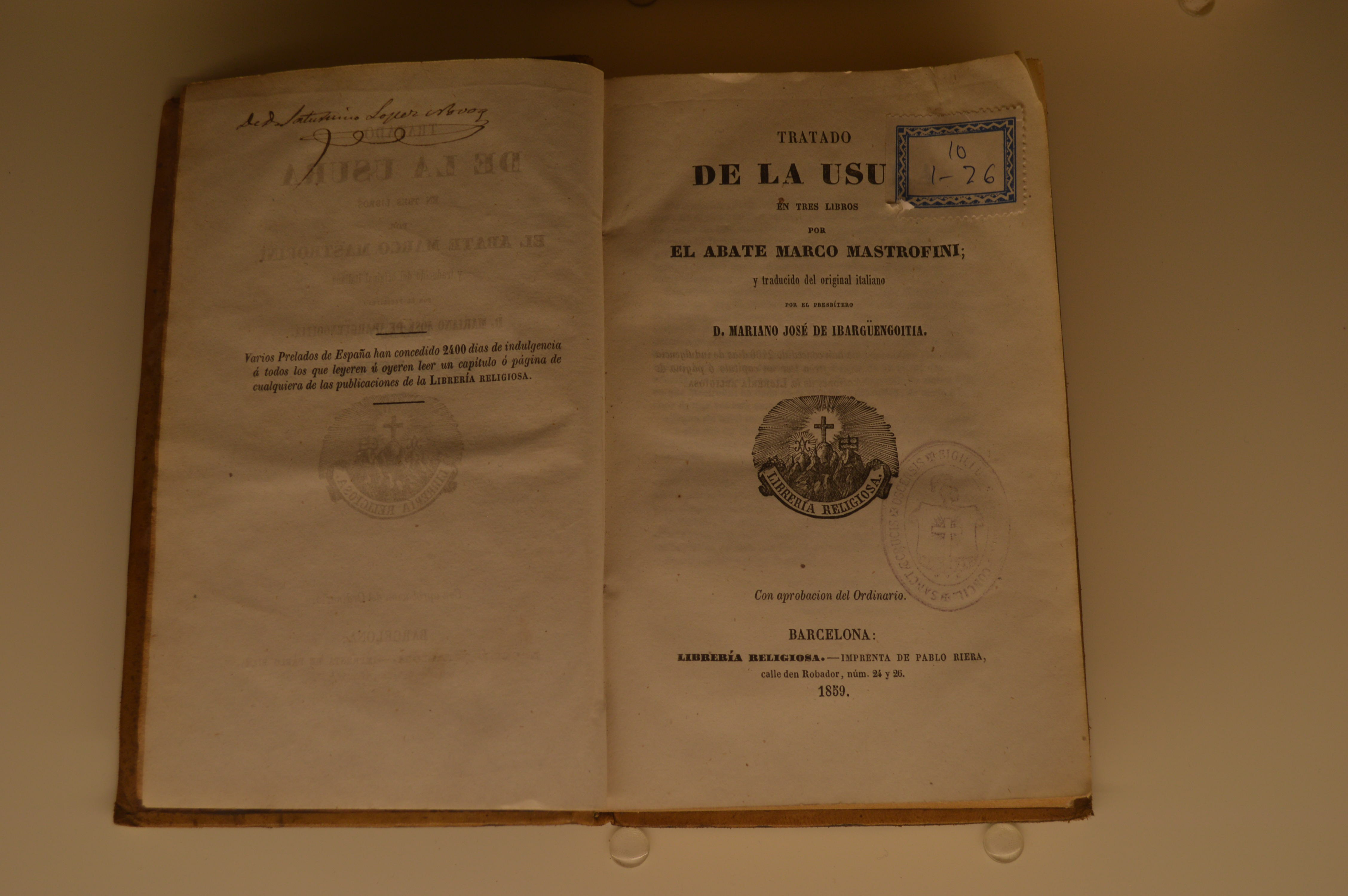
Марко Мастрофини. Трактат о ростовщичестве в трёх книгах

Марко Мастрофини изучал философию, теологию, филологию, финансовую математику. Он наиболее известен благодаря труду «Le indagini sull’Usura» (1831), в котором он утверждал, что не является преступлением заставлять деньги расти и что ни Священное Писание, ни Евангелие, ни церковная традиция не запрещают получать справедливые проценты с денег, данных в долг. Это вызвало много дискуссий, а также лестные отзывы экономистов того времени и общественного мнения.
Ранее, в 1803 году, он написал труд по финансовой экономике «План восстановления валюты, обесцененной инфляцией в Папской области», труд, широко использовавшийся для финансовой реформы государства, предпринятой Пием VII.

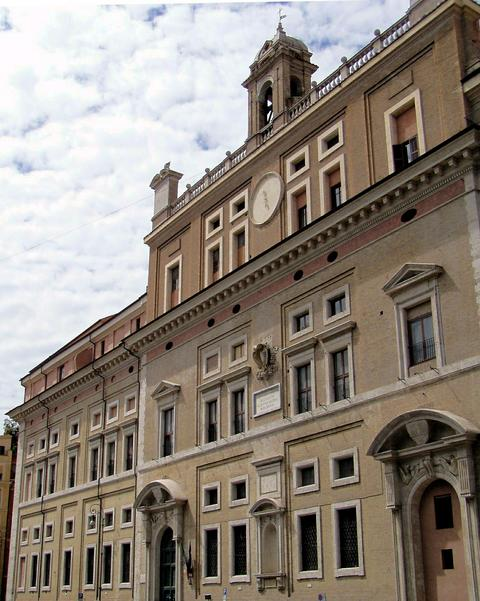
Здание Римского колледжа, где преподавал Мастрофини

В возрасте 23 лет он был назначен профессором философии и математики в семинарии Тусколано во Фраскати, после того как был рукоположён в священники кардиналом Стюартом, герцогом Йоркским. В 1798—1799 годах, в разгар кризиса Римской республики, он переехал в Рим, где был назначен профессором красноречия в Римском колледже. В 1800 году он вернулся, чтобы преподавать философию и математику во Фраскати. В 1814 году он переехал на постоянное жительство в Рим, где занял должность консультанта «Новой Конгрегации кардиналов по делам всего общества».
В 1808 году он выполнил переводы шедевров Луция Аннея Юлия Флора «О римских вещах» и Луция Ампелия «О достопамятных вещах мира и империй». В 1812 году он перевёл с греческого «Римские древности» Дионисия Галикарнасского.
В 1814 году было опубликовано его эссе об итальянском языке в двух томах «Словарь итальянских глаголов» — работа, внёсшая большой вклад в изучение итальянского языка, использованная Accademia della Crusca при пересмотре словаря итальянского языка.
В 1832 году он опубликовал работу «Della maniera di misura le les enormi nei contratti», а в 1834 году — исследование об отцовской власти и родстве, которое имело широкий резонанс в римских юридических кругах, поскольку в то время между Торлония и Чезарини велось дело о признании отцовства путем наследования.

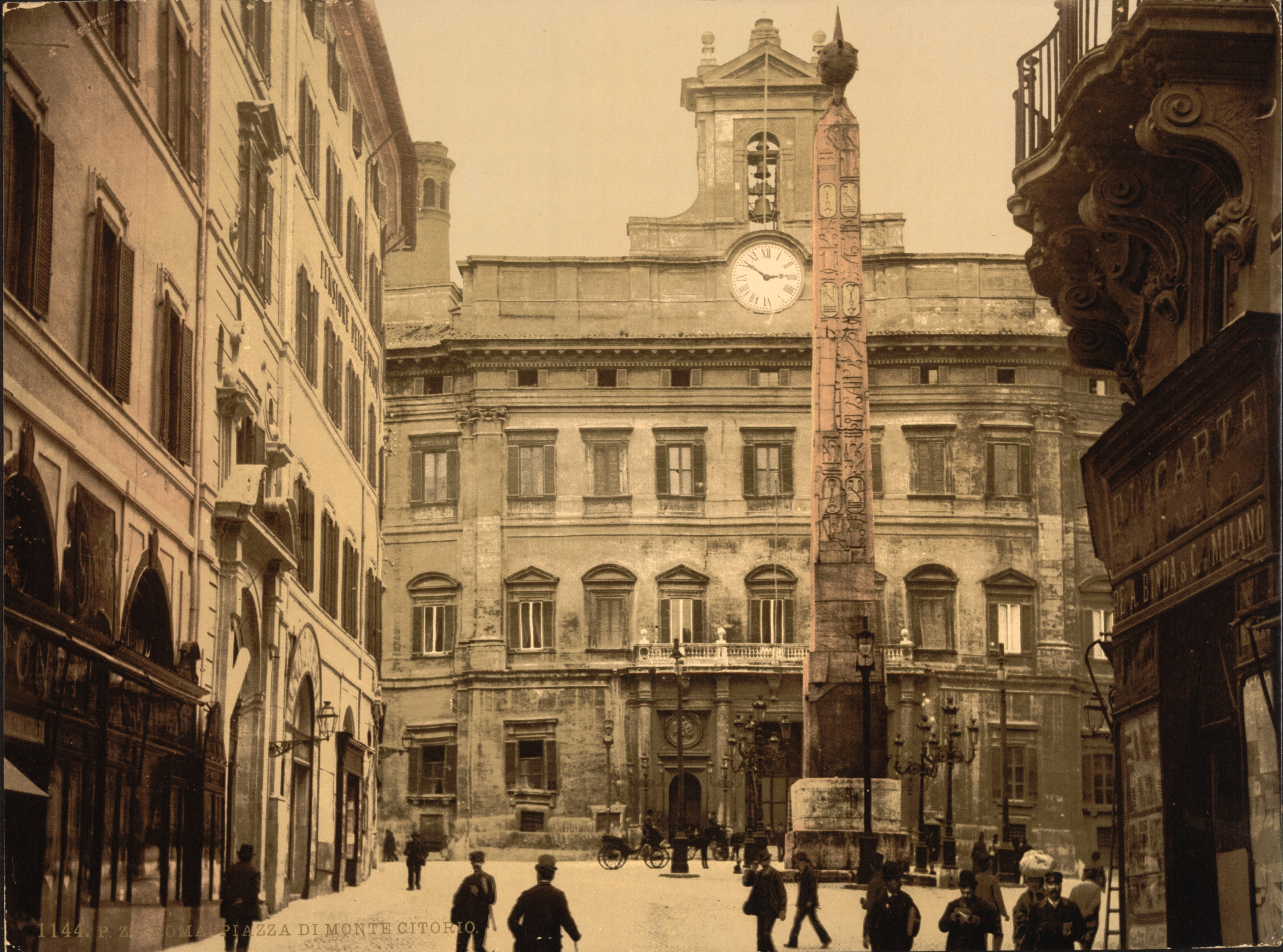
Площадь Монте-Читорио (1890—1900)

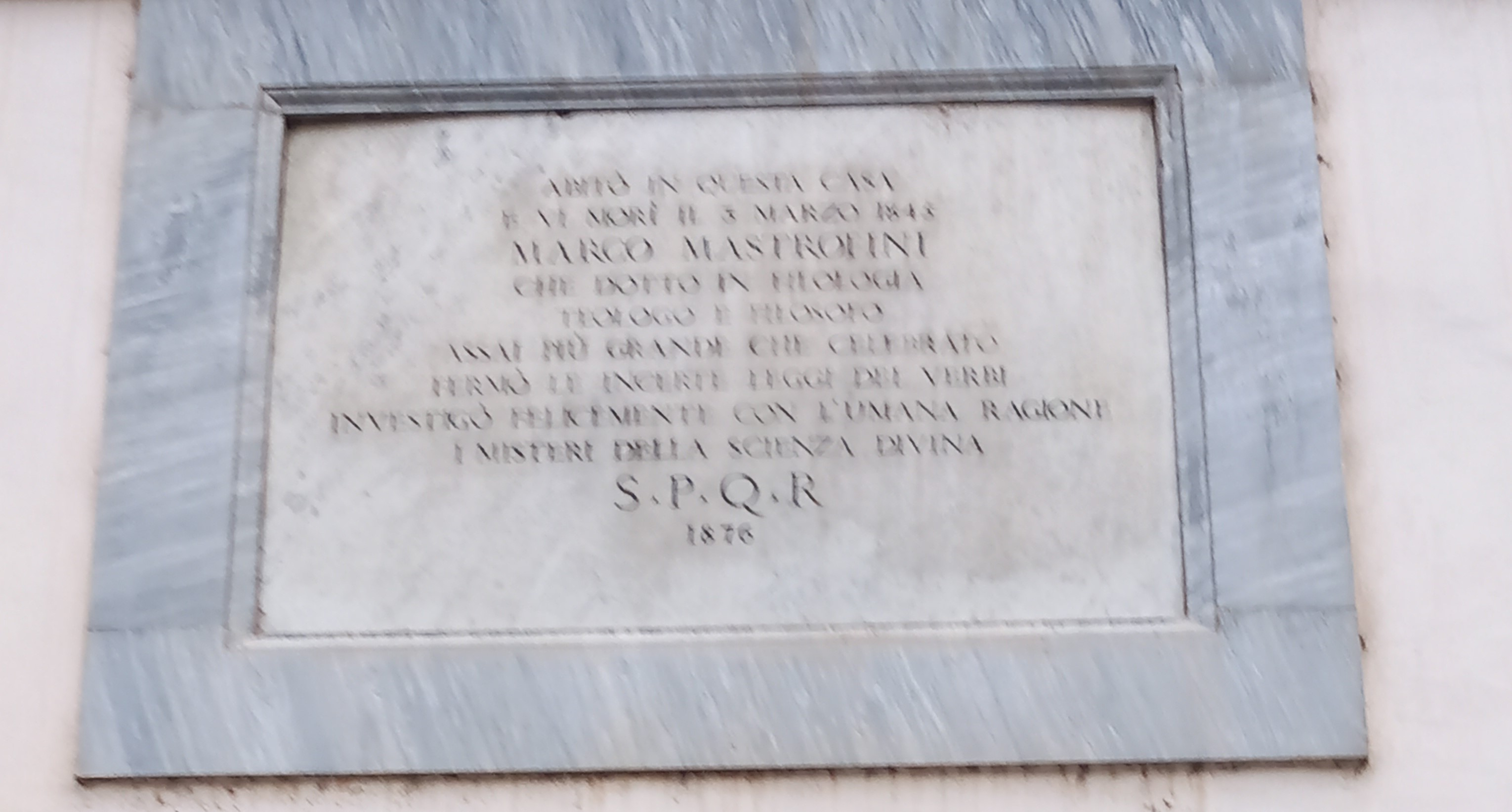
Мемориальная доска на площади Монте-Читорио

В здании, где он жил и умер, на площади Монте-Читорио, д. 121, в 1876 году муниципалитет Рима установил мемориальную доску со следующим текстом:
Марко Мастрофини, ученый-филолог, теолог и философ, гораздо более чем знаменитый, жил в этом доме и умер здесь 3 марта 1845 года. Он установил неопределенные законы глаголов и успешно исследовал тайны божественной науки с помощью разума
Он был похоронен в Монте-Компатри в монастыре Сан-Сильвестро.

## Разработка постоянного календаря
Мастрофини является разработчиком идеи постоянного календаря. Продолжительность месяцев различалась, и он нашёл решение этой проблемы. В 1834 году он предложил календарную систему, в которой год, всегда начинающийся в воскресенье, делился на 4 квартала, каждый из которых длился 91 день. Первый месяц квартала всегда имел 31 день, остальные месяцы квартала имели 30 дней. А поскольку количество дней в квартале (91) делится на 7, квартал также можно было разделить на 13 семидневных недель.
Поскольку эта система давала год, состоящий всего из 364 дней, что не соответствовало солнечному году, Мастрофини предложил добавить в год дополнительный день — на следующий день после 30 декабря. Дата не должна быть конкретным днем недели и не должна быть связана с определённой неделей, месяцем или кварталом. Эту дату следует называть не 31 декабря, а Всемирным днем, и её следует считать государственным праздником. Он запланировал ещё один особый вставной день в високосном году и поместил его в середине года, между последним днем июня и первым днем июля, или после первого дополнительного дня.
Всемирный календарь, как позже назвали календарь Мастрофини, также предоставил другим мыслителям календаря возможность представить свои идеи усовершенствования календаря. Его работа оказала значительное влияние на разработанный Гастоном Армелином календарь Армелина и предложение Огюста Конта о реформе календаря в 1849 году.

## Работы
- «Философская диссертация», Рим, 1790.
- «План по восстановлению разъеденной монеты», Рим, 1803.
- «Поэтические, исторические, критические портреты самых известных персонажей Ветхого и Нового Завета», 3 тома. Рим, 1807;
- Перевод из Луция Аннея Флоруса «О римских вещах», Рим, 1808;
- Перевод из работы Лучио Ампелио «О памятных вещах мира и империй», Рим, 1808;
- Перевод с греческого Дионисия Галикарнасского «Римские древности», Рим, 1812;
- «Словарь итальянских глаголов» Рим, 1814;
- Metaphisica sublimior de Deo triun et uno, Рим, 1816;
- Перевод из «Истории гражданских войн римлян» Арриана, Рим, 1826;
- Перевод из «Истории» Арриана, Рим, 1820; переиздано Сонзонго под названием «Delle cose d’Italia» в 1826 году;
- Le usure - Libri tre. — 1831.;
- «Очень крупные плоды, собираемые по григорианскому календарю», Рим, 1834;
- «Душа человека и её состояния», Рим, 1842;
- «Теория имен», Рим, 1855;
- «Теория и обзор врожденных итальянских глаголов», Рим, 1844.

## Награды
В его родном городе в его честь названы муниципальная библиотека, расположенная на холме Борго-Гетто и открытая в 2003 году, а также городская площадь. В столице Рима его именем названа улица в районе Монте-Марио.